# 高橋正樹 (政治家)
髙橋 正樹（たかはし まさき、1954年（昭和29年）5月23日 - ）は、日本の政治家、官僚。元富山県高岡市長（3期）、元全国市長会副会長、元新潟県副知事。

## 来歴
富山県高岡市出身。富山県立高岡高等学校卒業。1977年（昭和52年）3月、東京大学法学部卒業。同年4月、自治省に入省。2002年（平成14年）7月、新潟県副知事に就任。
2007年（平成19年）7月、総務省大臣官房審議官に就任。「ふるさと納税」制度の実現などに携わる。2008年（平成20年）8月、一般財団法人地域創造の常務理事に就任。
2009年（平成21年）6月19日、橘慶一郎・高岡市長が辞職。これに伴い7月12日に行われた高岡市長選挙に無所属で立候補。初当選。投票率は36.26％だった。同日、市長就任。
2013年（平成25年）6月、無投票で再選。2014年（平成26年）6月、全国市長会の副会長に就任した。2017年（平成29年）、無投票で3選。
2021年（令和3年）の市長選に立候補せず、同年7月を以って退任。
2022年（令和4年）から高岡法科大学法学部教授。同副学長。
2024年（令和6年）11月の秋の叙勲において、旭日中綬章を受章した。